# Stay Up Late

Tác phẩm Stay Up Late năm 1992 của Brian Swords, nằm trong bộ sưu tập cá nhân của John Oliver

Stay Up Late là một bức tranh màu nước furry khiêu dâm năm 1992 của Brian Swords. Tác phẩm mô tả hai con chuột trắng được nhân hóa đang ôm nhau trên giường. Từ năm 1988 đến năm 1993, Swords đã tặng tranh trong một cuộc đấu giá nghệ thuật hàng năm cho WITF-TV, một đài truyền hình công cộng ở trung tâm Pennsylvania. Nhiều năm trôi qua, tác phẩm nghệ thuật này ngày càng có nội dung kích dục, đỉnh điểm là lúc nhà đài cấm nội dung khiêu dâm vào năm 1993.
Ban đầu nó được bán vào năm 1992 với giá $80 Mỹ kim (tương đương $170 năm 2022) và trở nên nổi tiếng vào năm 2020 khi người dẫn chương trình truyền hình John Oliver mua bức tranh trên Last Week Tonight. Oliver đã sử dụng tác phẩm này để bình luận về phản ứng của Mỹ đối với đại dịch COVID-19.  Hành động gây chú ý này được giới bình luận khen ngợi. Năm tiếp theo, Stay Up Late được đưa vào chuyến đi đến 5 thành phố do chương trình tổ chức để hỗ trợ các bảo tàng đang gặp khó khăn.

## Bối cảnh
Brian Swords, còn được gọi là Biohazard, là một nghệ sĩ người Mỹ thuộc cộng đồng furry từ York, Pennsylvania. Anh ta cho rằng "Omaha" the Cat Dancer và The Secret of NIMH có ảnh hưởng đến phong cách nghệ thuật của mình. Swords nổi tiếng với một loạt bức tranh màu nước, bao gồm cả Stay Up Late, mô tả một cặp chuột được nhân hóa tên là Alice và Bob trong tư thế khiêu dâm. Từ năm 1988 đến năm 1993, Swords đã tặng các bức tranh của mình cho cuộc đấu giá hàng năm "Gallery 33" của WITF-TV. Các tác phẩm của ông bán rất chạy, nhưng những bức tranh được tặng dần dần có thêm nội dung kích dục. Năm 1993, WITF-TV đã cấm nội dung khiêu dâm khỏi cuộc đấu giá hàng năm "Gallery 33" do sợ khán giả xa lánh và mất giấy phép FCC.

## Miêu tả
Stay Up Late là một bức tranh màu nước trên giấy có kích thước 24 in × 18 in (61 cm × 46 cm). Nó mô tả hai con chuột trắng được nhân hóa đang ôm nhau trên giường. Phía sau họ, trên đầu giường là một chai K-Y Jelly lớn và một chiếc gạt tàn đã qua sử dụng. Diễn viên hài người Mỹ gốc Anh John Oliver mô tả tác phẩm "như thể Monet từng có một thời kỳ furry".

## Xuất xứ
Stay Up Late được Brian Swords vẽ vào năm 1992 và được bán cho một người mua không rõ danh tính với giá $80 (tương đương $170 năm 2022).
Bức tranh xuất hiện trong tập Last Week Tonight ngày 29 tháng 3 năm 2020, khi Oliver đề nghị mua nó với giá $1.000 và quyên góp $20.000 cho một ngân hàng thực phẩm. Bức tranh là một phần trong nỗ lực chứng minh rằng việc mua một bức tranh cụ thể từ một họa sĩ vô danh dễ dàng hơn nhiều so với việc xét nghiệm COVID-19 ở Hoa Kỳ. Hai tuần sau, vào ngày 12 tháng 4 năm 2020, Oliver xuất hiện với bức tranh ở phía sau trong đoạn độc thoại kết thúc tập phim. Emily Chambers, viết cho blog chính trị Pajiba, gọi trò đùa này là "câu chuyện vĩ đại nhất trong thế kỷ qua". Virginia Streva, trong Philly Voice, gọi cuộc tìm kiếm bức tranh là một "chiến thắng hài hước".
Stay Up Late và hai tác phẩm khác — một bức vẽ trên ván ép của Michael Lee Scot về chân dung Wendy Williams đang ăn sườn cừu và một bức tranh sơn dầu trên canvas của Judith Pond Kudlow về những chiếc cà vạt của Larry Kudlow — đã được đưa vào một chuyến đi xuyên Mỹ từ tháng 10 năm 2021 đến tháng 1 năm 2022. Triển lãm du lịch được Oliver tổ chức để hỗ trợ các bảo tàng chịu ảnh hưởng của đại dịch COVID-19. Bảo tàng Judy Garland, Bảo tàng Truyền thông Phát thanh, Bảo tàng Nghệ thuật Tầm nhìn Hoa Kỳ, Bảo tàng Phát thanh và Trung tâm Truyền thông William V. Banks và  Bảo tàng Nghệ thuật Hoạt hình đã trưng bày các tác phẩm trong ba tuần, nhận được khoản quyên góp $10.000 từ Last Week Tonight, và một khoản quyên góp cho một ngân hàng thực phẩm địa phương.